# Predalpski svet
Predalpski svet je hribovita pokrajina bujnih gozdov in obsežnih travnih površin. Ker so tod dobri pogoji za pašo, je kmetijstvo usmerjeno v živinorejo. Naseljena so predvsem prisojna pobočja in manjše planote ter razširjeni deli dolin. Za ta svet so značilni zaselki, gručaste vasi in ponekod samotne kmetije. Zaradi majhnih kmetij in težjih življenjskih razmer je veliko mladih odšlo v doline, v kraje kjer so našli zaposlitev. V večjih naseljih pa se je razvila industrija, kot na primer v Slovenj Gradcu, na Ravnah, v Železnikih, Cerknem itd.
Prevladujejo magmatske in metamorfne kamnine.
Predalpski svet je že od nekdaj prometno zelo pomemben. Pred dograditvijo železnice sredi 19. stoletja je imela reka Sava pomembno vlogo kot plovna pot. Podobno Dravska dolina med Pohorjem in Kozjakom. Številne ceste, speljane čez to ozemlje, že od nekdaj povezujejo slovenske pokrajine.

## Zahodno predalpsko hribovje
Zahodno predalpsko hribovje se začenja na italijanski meji in sega na vzhodu do Ljubljanske kotline. Sestavlja ga niz hribovij - Tolminsko, Cerkljansko-idrijsko, Škofjeloško in Polhograjsko hribovje, v katerega so vrezane globoke doline. Skoraj za vsa hribovja so značilne nadpovprečne strmine in zelo ozke doline ter grape. Še posebej je to značilno za Cerkljansko-Idrijsko hribovje.
Pri površju lahko opazujemo dvojnost kamninske sestave. Višji deli površja in ostrejši vrhovi so sestavljeni iz mezozojskih apnencev in dolomitov, nižji in bolj uravnani deli pa pretežno iz paleozojskih glinavcev in peščenjakov.